# Чжан Цзычжун
Чжан Цзычжу́н (кит. упр. 张自忠, пиньинь Zhang Zìzhōng; Wade-Giles: Chang Tzu-chung, 1891-16 мая 1940) — китайский генерал Национально-революционной армии (НРА) во время Второй Китайско-японской войны. Был самым высоким по рангу офицером НРА, погибшим на войне. Проявил большую доблесть на полях сражений и считался одним из самых доблестных и уважаемых китайских генералов во время Второй японо-китайской войны.

## Биография
Родился в Линьцине в провинции Шаньдун. В 1911 году изучал право в Тяньцзине. В 1914 году был назначен командиром взвода в 20-й дивизии.
С 1935 по 1936 год был председателем правительства провинции Чахар. В 1937 году был назначен мэром Тяньцзиня. С 1937 года командовал тридцать восьмой армией, потом — с 1940 года 59-м корпусом. С 1938 года был командующим 27-й армией. С 1939 года — главнокомандующий правым флангом фронта. С 1939 по 1940 гг. — командующий 33-й армией[что?].
Погиб в 1940 году в бою на высоте близ Ичана в провинции Хубэй.

## Награды
В 1940 году посмертно произведён в звание генерала.

## Память
Его мавзолей находится в Бейбее, Чунцин. В его честь названы улицы в Шанхае, Пекине и Тяньцзине. 